# دايسوكي تاناكا
دايسوكي تاناكا (باليابانية: 田中 大輔) (6 يناير 1983 في شيغا في اليابان – )؛ هو لاعب كرة قدم ياباني سابق كان يلعب كلاعب وسط.

## وصلات خارجية
- دايسوكي تاناكا على موقع رابطة كرة القدم اليابانية للمحترفين (اليابانية)